# کویوه
کویوه (به لهستانی:  Kojły) یک روستا در لهستان است که در گمینا چژه واقع شده است.
طبق سرشماری سال ۱۹۲۱، این روستا دارای ۳۸۶ نفر بود که از میان آنها ۳۸۰ نفر ارتدکس و ۶ نفر موزائیک بودند. در همان زمان، همه ساکنان ملیت بلاروسی را اعلام کردند. در این روستا ۸۴ ساختمان مسکونی وجود داشت.